# Breitenbrunn (Opper-Palts)

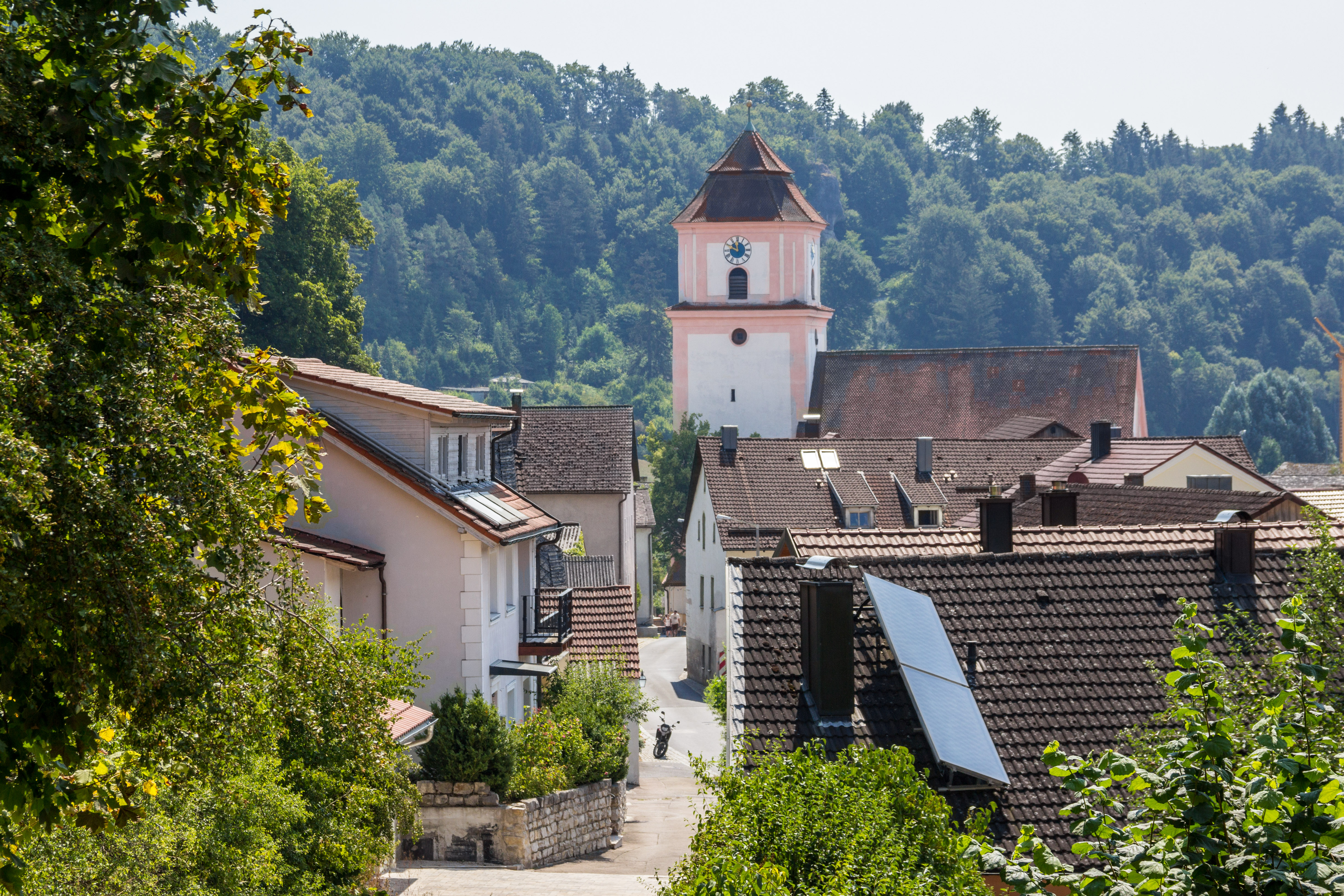
Breitenbrunn

Breitenbrunn is een gemeente in de Duitse deelstaat Beieren, en maakt deel uit van het Landkreis Neumarkt in der Oberpfalz.
Breitenbrunn telt 3.504 inwoners.
Berching ·
Berg bei Neumarkt in der Oberpfalz ·
Berngau ·
Breitenbrunn ·
Deining ·
Dietfurt an der Altmühl ·
Freystadt ·
Hohenfels ·
Lauterhofen ·
Lupburg ·
Mühlhausen ·
Neumarkt in der Oberpfalz ·
Parsberg ·
Pilsach ·
Postbauer-Heng ·
Pyrbaum ·
Sengenthal ·
Seubersdorf in der Oberpfalz ·
Velburg